# Michael Gambon
Pour les articles homonymes, voir Gambon.
Michael Gambon est un acteur britannico-irlandais, né le 19 octobre 1940 à Dublin (Irlande) et mort le  27 septembre 2023 à Witham (Essex, Angleterre).
Il connaît une forte notoriété en interprétant le rôle du directeur de Poudlard, Albus Dumbledore, dans les films Harry Potter à partir du troisième volet, Harry Potter et le Prisonnier d'Azkaban (2004), en remplacement de Richard Harris, mort en 2002 après avoir joué le personnage dans les deux premiers volets.
Régulièrement nommé et récompensé pour ses prestations au théâtre et à la télévision britannique, il est élevé au rang de commandeur de l'ordre de l'Empire britannique (CBE) en 1989 et de Chevalier (Knight Bachelor) par la reine Élisabeth II en 1997.

## Biographie

### Carrière
Michael Gambon commence sa carrière au milieu des années 1960 au sein du Théâtre National britannique, sous la direction artistique de Laurence Olivier aux côtés duquel il fait ses débuts sur grand écran dans Othello[réf. nécessaire], en 1965. Durant les quinze années qui suivent, Gambon se consacre surtout au théâtre et s'impose comme l'un des hommes de scène les plus réputés d'outre-manche.
Sur grand écran, Michael Gambon, acteur au physique imposant, commence à faire parler de lui en 1989 avec le long-métrage Le Cuisinier, le voleur, sa femme et son amant, réalisé par Peter Greenaway, puis avec des petits rôles dans Les Indomptés (1991), Toys (1992) ou Les Leçons de la vie (1994). En 1996, sa carrière cinématographique passe au niveau supérieur avec Mary Reilly, dans lequel il incarne le père de l'héroïne.
Michael Gambon s'illustre ensuite au générique de Révélations de Michael Mann puis, fidèle à sa passion des films à costumes, se met au service de Tim Burton pour Sleepy Hollow et Robert Altman pour Gosford Park. Après s'être amusé en Premier Ministre dans la comédie Ali G, il rejoint la distribution de deux grosses productions américaines : le western Open Range de Kevin Costner et Harry Potter et le Prisonnier d'Azkaban d'Alfonso Cuarón, dans lequel il succède à Richard Harris (qui vient alors de mourir) dans le rôle d'Albus Dumbledore. Les années suivantes, il reprend ce même rôle dans Harry Potter et la Coupe de feu de Mike Newell, Harry Potter et l'Ordre du Phénix, Harry Potter et le Prince de sang-mêlé, Harry Potter et les Reliques de la Mort, partie 1 et Harry Potter et les Reliques de la Mort, partie 2, quatre autres volets de la saga magique signés David Yates. Il apparaît aussi dans l’épisode de Noël de la saison 5 de Doctor Who, épisode inspiré d'Un chant de Noël de Charles Dickens, où il incarne Kazran Sardick.
En 2009, il fait partie de la large distribution vocale du film d'animation en volume Fantastic Mr. Fox de Wes Anderson. Il y incarne Franklin Bean, le chef d'un trio de fermiers qui sont les antagonistes du film.
En 2014, il est choisi pour participer à une importante production vidéoludique, The Elder Scrolls Online du studio ZeniMax Online Studios. Dans ce JDRMM de la franchise The Elder Scrolls, l'acteur prête sa voix au Prophète. La même année, il prête sa voix à Pastuzo, l'oncle de l'Ours Paddington dans le film Paddington. Il reprend son rôle en 2017 dans la suite.

### Mort
Michael Gambon meurt des suites d'une pneumonie dans la nuit du 27 au 28 septembre 2023, à l'âge de 82 ans dans un hôpital de Witham (Essex, Angleterre),,. Il est incinéré.

## Filmographie

### Cinéma

#### Années 1960-1970
- 1965 : Othello : Company
- 1971 : Eyeless in Gaza
- 1972 : Nothing But the Night : Insp. Grant
- 1974 : Le Mystère de la bête humaine (The Beast Must Die) : Jan Jarmokowski
- 1976 : Forbidden Passion: Oscar Wilde : Oscar Wilde

#### Années 1980
- 1985 : Turtle Diary : George Fairbairn (turtle keeper)
- 1988 : Paris by Night : Gerald Paige
- 1988 : Missing Link : le narrateur (voix)
- 1989 : The Rachel Papers : Docteur Knowd
- 1989 : Une saison blanche et sèche (A Dry White Season) : magistrat
- 1989 : Le Cuisinier, le voleur, sa femme et son amant (The Cook the Thief His Wife & Her Lover) : Albert Spica

#### Années 1990
- 1991 : Les Indomptés : Don Salvatore Faranzano
- 1992 : Toys : le lieutenant-général Leland Zevo
- 1994 : Clean Slate : Cornell
- 1994 : Les Leçons de la vie (The Browning Version) : Dr Frobisher
- 1994 : A Man of No Importance : Ivor J. Carney
- 1994 : Squanto: A Warrior's Tale : Sir George
- 1995 : Bullet to Beijing : Alex
- 1995 : Two Deaths : Daniel Pavenic
- 1995 : Nothing Personal : Leonard
- 1996 : Témoin innocent (The Innocent Sleep) : l'inspecteur Matheson
- 1996 : Mary Reilly : le père de Mary
- 1996 : Midnight in Saint Petersburg : Alex
- 1997 : Les Ailes de la colombe (The Wings of the Dove) : Lionel Croy
- 1997 : Le Joueur (The Gambler) : Fiodor Dostoïevski
- 1998 : Danser à Lughnasa : le père Jack Mund
- 1999 : Dead On Time : Maurice
- 1999 : Guns 1748 (Plunkett & Macleane) : Lord Gibson
- 1999 : The Last September : Sir Richard Naylor
- 1999 : Révélations (The Insider) : Thomas Sandefur
- 1999 : Sleepy Hollow de Tim Burton : Baltus Van Tassel

#### Années 2000
- 2001 : Rouge à lèvres et arme à feu (High Heels and Low Lifes) de Mel Smith : Kerrigan
- 2001 : Un chant de Noël (Christmas Carol: The Movie) de Jimmy T. Murakami : Fantôme de Noël du présent (voix)
- 2001 : Gosford Park de Robert Altman : Sir William McCordle
- 2001 : Charlotte Gray de Gillian Armstrong : Levade
- 2002 : Ali G (Ali G Indahouse) de Mark Mylod : Premier ministre
- 2003 : Les Acteurs (The Actors) de Conor McPherson : Barreller
- 2003 : Open Range de Kevin Costner : Denton Baxter
- 2003 : Sylvia de Christine Jeffs : Professeur Thomas
- 2004 : Standing Room Only : Larry
- 2004 : Harry Potter et le Prisonnier d'Azkaban (Harry Potter and the Prisoner of Azkaban) de Alfonso Cuarón : Albus Dumbledore
- 2004 : Adorable Julia de István Szabó : Jimmie Langton
- 2004 : Capitaine Sky et le Monde de demain (Sky Captain and the World of Tomorrow) de Kerry Conran : Rédac-chef Paley
- 2004 : Layer Cake de Matthew Vaughn : Eddie Temple
- 2004 : La Vie aquatique (The Life Aquatic with Steve Zissou) de Wes Anderson : Oseary Drakoulias
- 2005 : Stories of Lost Souls : Larry (histoire Standing Room Only)
- 2005 : Harry Potter et la Coupe de feu (Harry Potter and the Goblet of Fire) de Mike Newell : Albus Dumbledore
- 2006 : Raisons d'État (The Good Shepherd) de Robert De Niro : Pr Fredericks
- 2006 : La Malédiction (The Omen) de John Moore : Carl Bugenhagen
- 2006 : Amazing Grace de Michael Apted : Charles Fox
- 2007 : Harry Potter et l'Ordre du Phénix (Harry Potter and the Order of the Phoenix) de David Yates : Albus Dumbledore
- 2007 : The Baker de Gareth Lewis (en)
- 2009 : Harry Potter et le Prince de sang-mêlé (Harry Potter and the Half-Blood Prince) de David Yates : Albus Dumbledore

#### Années 2010
- 2010 : Le Livre d'Eli (The Book of Eli) de Albert et Allen Hughes : George
- 2010 : Le Discours d'un roi (The King's Speech) de Tom Hooper : George V
- 2010 : Fantastic Mr. Fox de Wes Anderson : Franklin Bean
- 2010 : Harry Potter et les Reliques de la Mort, partie 1 (Harry Potter and the Deathly Hallows: Part 1) de David Yates : Albus Dumbledore (spectre)
- 2010 : Harry Potter and the Forbidden Journey de Thierry Coup (court-métrage) : Albus Dumbledore
- 2011 : Harry Potter et les Reliques de la Mort, partie 2 (Harry Potter and the Deathly Hallows: Part 2) de David Yates : Albus Dumbledore (souvenirs et esprit)
- 2012 : Quartet de Dustin Hoffman : Cedric Levingston
- 2014 : Paddington de Paul King : oncle Pastuzo (voix)
- 2016 : Ave, César ! (Hail, Caesar!) de Joel et Ethan Coen : le narrateur
- 2016 : La British Compagnie (Dad's Army) de Oliver Parker : Charles Godfrey
- 2017 : Le Dernier Vice-Roi des Indes (Viceroy's House) de Gurinder Chadha : Hastings Lionel Ismay
- 2017 : Confident royal (Victoria & Abdul) de Stephen Frears : Robert Arthur Talbot Gascoyne-Cecil
- 2017 : Kingsman : Le Cercle d'or (Kingsman : The Golden Circle) de Matthew Vaughn : Sir Giles / Arthur
- 2017 : Paddington 2 de Paul King : oncle Pastuzo (voix)
- 2017 : Mad to be Normal de Robert Mullan : Sydney Kotok
- 2018 : Gentlemen cambrioleurs (King of Thieves) de James Marsh : Billy « The Fish » Lincoln
- 2018 : Johnny English contre-attaque (Johnny English Strikes Again) de David Kerr : Agent Cinq
- 2019 : Ma vie avec John F. Donovan (The Death and Life of John F. Donovan) de Xavier Dolan : L'homme du restaurant
- 2019 : Judy de Rupert Goold : Bernard Delfont

### Télévision

#### Années 1970
- 1967 : Beaucoup de bruit pour rien de Alan Cooke
- 1971 : Le Songe d'une nuit d'été : Thésée
- 1972 : Cows
- 1973 : Le Visiteur (Catholics) : Frère Kevin
- 1976 : Tiptoe Through the Tulips
- 1978 : The Seagull

#### Années 1980
- 1985 : Absurd Person Singular : Geoffrey Jackson
- 1985 : Tropical Moon Over Dorking
- 1986 : Ghosts : le pasteur Manders
- 1989 : Monster Maker : Ultragorgon (voix)
- 1989 : The Heat of the Day : Harrison

#### Années 1990
- 1990 : Blood Royal: William the Conqueror : William Ier
- 1994 : Faith : Peter John Moreton
- 1995 : Le Vent dans les saules (The Wind in the Willows) : Badger (voix)
- 1996 : Samson et Dalila (Samson and Delilah) : Re hamun
- 1996 : The Willows in Winter : Badger (voix)

#### Années 2000
- 2000 : Longitude : John Harrison
- 2000 : Endgame : Hamm
- 2001 : Perfect Strangers (en) : Raymond
- 2002 : Sur le chemin de la guerre (Path to War) de John Frankenheimer : Lyndon B. Johnson
- 2003 : The Lost Prince : Édouard VII

#### Années 2010
- 2011 : Page Eight de David Hare : Benedict Baron
- 2012 : La Vie aux aguets (Restless) d'Edward Hall : le baron Mansfield

#### Séries télévisées
- 1968 : The Borderers (série télévisée) : Gavin Ker

- 1972 : The Challengers (série télévisée) : John Killane
- 1976 : Center Play, épisode In the Labyrinth
- 1977 : The Other One (série télévisée) : Brian Bryant
- 1979 : Chalk and Cheese (série télévisée)

- 1985 : Oscar (série télévisée) : Oscar Wilde
- 1986 : The Singing Detective (en) (feuilleton TV) : Philip E. Marlowe

- 1990 : The Storyteller: Greek Myths (feuilleton TV) : le narrateur
- 1992-1993 : Maigret (série télévisée) : Jules Maigret[10]
- 1999 : Wives and Daughters : Squire Hamley

- 2003 : Angels in America de Mike Nichols : l'Ancêtre de Walter n° 1
- 2007 : Cranford : Thomas Holbrook
- 2009 : Emma : Mr. Woodhouse
- 2010 : Doctor Who, épisode Le Fantôme des Noëls passés (A Christmas Carol) : Kazran / Elliot Sardick
- 2014 : Quirke : le juge Garret Griffin
- 2015 : Une place à prendre de Jonny Campbell : Howard Mollison
- 2017 : Fearless : Sir Alastair McKinnon
- 2017 : Les Quatre filles du docteur March : Mr. Laurence

### Jeu vidéo
- 2014 : The Elder Scrolls Online : le Prophète.

## Distinctions
- Commandeur de l'ordre de l'Empire britannique (CBE) en 1989[11]
- Chevalier (Knight Bachelor) le 31 décembre 1997[12]

### Récompenses
- BATA 1987 : Meilleur acteur pour The Singing Detective
- BATA 2000 : Meilleur acteur pour Wives and Daughters
- BATA 2001 : Meilleur acteur pour Longitude
- BATA 2002 : Meilleur acteur pour Perfect Strangers (en)
- British Independent Film Awards 2012 : Richard Harris Award[13]

### Nominations
- Saturn Awards 1993 : Meilleur acteur pour Toys
- Emmy Awards 2002 : Meilleur  acteur dans une mini-série ou un téléfilm pour Sur le chemin de la guerre
- Golden Globes 2003 : Meilleur  acteur dans une mini-série ou un téléfilm pour Sur le chemin de la guerre
- Emmy Awards 2010 : Meilleur second rôle masculin dans une mini-série ou un téléfilm pour Emma

## Voix francophones
En version française, Michael Gambon est doublé par plusieurs comédiens entre 1989 et 2003. Si Bernard Dhéran le double à deux reprises dans Sleepy Hollow et Rouge à lèvres et arme à feu, il est doublé à titre exceptionnel par Georges Berthomieu dans Une saison blanche et sèche, Michel Prud'homme dans Les Indomptés, Jean-Claude Michel dans Toys, Joseph Falcucci dans Les Ailes de la colombe, Jean Berger dans Révélations, Jean Piat dans Gosford Park, Richard Darbois dans Ali G, Léon Dony dans Open Range Philippe Catoire dans Angels in America et Alain Floret dans Sylvia.
À partir de 2004, Marc Cassot, devient sa voix régulière jusqu'à son décès. Ainsi, il le double dans La Vie aquatique, la série de films Harry Potter, La Malédiction, Luck, Page Eight, Quartet et Fortitude. En parallèle, Michel Ruhl le double dans Capitaine Sky et le monde de demain, Les Quatre Filles du docteur March et Une place à prendre, tandis qu'il est doublé à titre exceptionnel par Jean-Pierre Moulin dans Layer Cake, Dominique Paturel dans Raisons d'État, François Mairet dans Emma, Michel Barbey dans Le Livre d'Eli, Philippe Laudenbach Le Discours d'un roi et Igor De Savitch dans La Vie aux aguets.
Depuis la mort de Cassot, André Penvern le double dans Ave, César ! et Jean-Pierre Leroux dans Gentlemen cambrioleurs alors que Philippe Laudenbach le retrouve dans Kingsman : Le Cercle d'or, de même pour Philippe Catoire dans Ma vie avec John F. Donovan. Dans le film Judy, c'est Robert Dubois qui lui a prêté sa voix, le doublage de ce film ayant été réalisé en Belgique.
En version québécoise, Gambon est notamment doublé par Vincent Davy dans Un Week-end à Gosford Park, Adorable Julia, Le Bon Berger, Le Discours d'un roi et Le Quatuor ainsi que par Hubert Fielden dans les films Harry Potter. Il est doublé à trois reprises par Aubert Pallascio dans Beijing Express, Minuit à Saint-Petersbourg et L'Ouest sauvage, ainsi que par Raymond Bouchard dans Sleepy Hollow, Capitaine Sky et le Monde de demain et  Le Livre d'Elie. Enfin, Yves Massicotte le double dans Mary Reilly et Sylvia tandis que Luc Durand le double dans L'Initié.